# Arkansia wheeleri
Arkansia wheeleri är en musselart som beskrevs av Ortmann och Walker 1912. Arkansia wheeleri ingår i släktet Arkansia och familjen målarmusslor. IUCN kategoriserar arten globalt som starkt hotad. Inga underarter finns listade i Catalogue of Life.